# Literatuurgeschiedenis
Onder literatuurgeschiedenis kan verstaan worden:
1. de ontwikkeling van de literatuur door de tijd heen;
2. het (wetenschappelijk) proces van het beschrijven van de geschiedenis van de literatuur, ook aangeduid als literatuurgeschiedschrijving, als onderdeel van de literatuurwetenschap;
3. het materiële resultaat van literatuurgeschiedschrijving, in de regel een boek of reeks boeken (bijvoorbeeld de Nederlandse literatuurgeschiedenis van Gerard Knuvelder in vijf delen).

In het onderstaande wordt literatuurgeschiedenis alleen besproken in de tweede en derde betekenis, waarbij geen strikt onderscheid wordt gemaakt tussen de twee betekenissen.

## Literatuurgeschiedenis: opvattingen door de tijden heen
Ten tijde van de Verlichting (de 18e eeuw) vormde literatuurgeschiedenis geen strikt afgebakend wetenschapsterrein. In de belangstelling voor het verzamelen van kennis maakte de literatuur deel uit van een brede interesse voor het bijeenbrengen van rationalistische kennis over cultuur en geschiedenis. Die kennis kreeg haar neerslag in grote projecten als de Franse Encyclopédie van Diderot en D’Alembert.
Vooral met de opkomst van de natiestaat in de 19e eeuw kreeg de literatuurgeschiedenis betekenis als instrument voor de constructie van nationalistische zelfbeelden. In Duitsland brachten de gebroeders Grimm folkloristisch en taalkundig materiaal rond het midden van de eeuw bijeen; later verschenen de eerste grote literatuurgeschiedenisbeschouwingen. Deze waren voornamelijk positivistisch georiënteerd, dat wil zeggen gericht op het bijeenbrengen van zo veel mogelijk feiten (jaartallen, titels, biografische en historische feiten). Interpretatie moest buiten het domein van de literatuurgeschiedenis blijven.
Aan de positivistische literatuurgeschiedschrijving die het einde van de 19de eeuw (het fin de siècle) kenmerkte kwam met de autonomistische literatuurbenadering van Russisch formalisme en Praags structuralisme een einde. Van New Criticism, Werkimmanente Interpretation en Nouvelle Critique ging een belangrijke vernieuwende impuls uit op de literaire analyse en op het literatuuronderwijs.
Maar nog voordat de resultaten daarvan ook merkbaar werden in de literatuurgeschiedschrijving, dienden zich alternatieve hermeneutische modellen aan: het literaire werk werd niet langer gezien als een autonoom geheel, maar als iets dat was ingebed in een groter geheel. Semiotiek, deconstructivisme en poststructuralisme bliezen de idee van de tekst als een gesloten structuur op. De contextualisering van het literaire object werd nadrukkelijk aan de orde gesteld door de literatuursociologie en door `systeem'- en `communicatie'-gerichte modellen. Vanzelfsprekend lieten die ontwikkelingen de literatuurgeschiedschrijving niet onberoerd. Hans Robert Jauß hield met zijn beroemd geworden Literaturgeschichte als Provokation der Literaturwissenschaft (1967) een pleidooi tegen literatuurgeschiedschrijving als chronologische ordening van literaire feiten, en vóór een literatuurgeschiedenis die het proces van telkens veranderende waardetoekenning, zingeving en normverandering centraal stelt. Deze lezersgerichte benadering van literatuurgeschiedenis en later ook de empirische receptietheorie vroegen aandacht voor de plaats van het interpreterend subject. Steeds sterker werd de tekst bezien als radertje in het geheel van samenleving en literatuurbedrijf, waarmee de literatuurgeschiedenis steeds meer raakvlakken met de cultuurgeschiedenis kreeg. Interculturele literatuurwetenschap en postkoloniale literatuurtheorie droegen in belangrijke mate bij aan het internationale debat over literatuurgeschiedenis door grote vraagtekens te zetten bij de eurocentrische manier van kijken van westerse wetenschappers.
In nauwelijks enkele decennia tijds ontwikkelde de literatuurwetenschap een verbazingwekkend methodenpluralisme. De paradigma's wisselden elkaar zelfs zo snel af dat Horst Steinmetz in 1993 opmerkte 'dat elk ervan op het moment van ontstaan alweer ten ondergang gedoemd lijkt' en E.H. Kossmann, sprekend over de geschiedwetenschap, het had over 'een storm die over onze akker raast en het vak onbeheersbaar dreigt te maken'. De vraag werd gesteld of die enorme expansie van de literatuurwetenschap er niet om zichzelfs wille was, in plaats van ter verheldering van het zicht op haar object. De Mexicaanse schrijver en Nobelprijswinnaar Octavio Paz zag literatuurgeschiedschrijving als het verslag van een strijd tussen verschillende generaties schrijvers  die steeds het "achterhaalde werk" van hun voorgangers trachtten te overtreffen. Vernieuwing geldt volgens deze opvatting als toonaangevend. In dit verband spreekt men ook wel van "literaire evolutie".
Aan het begin van de 21e eeuw bestaat er onder wetenschappers verschil van mening over welke richting het op moet met de literatuurgeschiedschrijving. De overheersende mening is dat het alleen al om didactische redenen verstandig is om literatuurgeschiedenissen te blijven schrijven en publiceren. Zo werden op 23 februari 2006 het eerste deel (van begin tot 1300) en het laatste deel (1945-2005) van een nieuwe 9-delige geschiedenis van de Nederlandse literatuur, geschreven onder auspiciën van de Taalunie, in de Grote Kerk in Breda aangeboden aan de kroonprinsessen Máxima Zorreguieta van Nederland en Mathilde d'Udekem d'Acoz van België.
Anderen menen dat het bij de beschikbaarheid van moderne media zoals internet achterhaald is om nog gedrukte literatuurgeschiedenissen te publiceren, die op het moment van publicatie al verouderd zullen zijn. Zij menen ook dat het kunstmatig is om de complexiteit van het literaire gebeuren te laten samenvatten door één literatuurgeschiedschrijver (per periode), omdat hij of zij per definitie uiterst beperkt is in de mogelijkheden om een synthetiserend geschiedrelaas te schrijven.